# Werner Frotscher
Werner Frotscher (* 20. September 1937 in Kiel; † 1. März 2023) war ein deutscher Rechtswissenschaftler und Verfassungsrechtler. Er war Professor für Öffentliches Recht an der Universität Marburg und von 1987 bis 1994 Richter am Hessischen Verwaltungsgerichtshof.

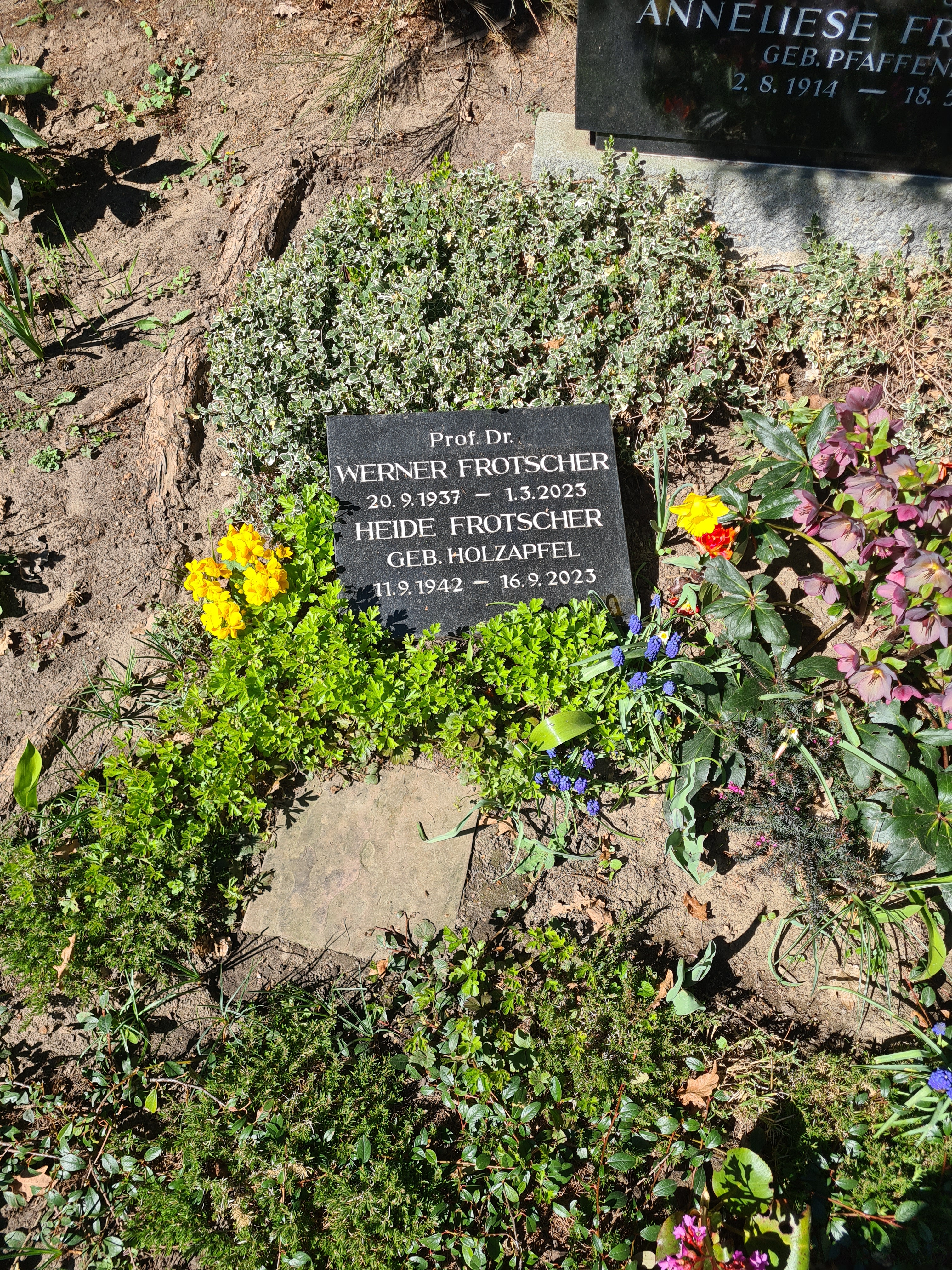
Das Grab von Werner Frotscher und seiner Ehefrau Heide geborene Holzapfel auf dem Nordfriedhof (Kiel)

## Leben
Frotscher studierte von 1957 bis 1961 Rechtswissenschaften an den Universitäten Kiel und Freiburg und schloss 1962 mit dem ersten Staatsexamen ab. 1964 wurde er an der Universität Kiel bei Christian-Friedrich Menger mit seiner Arbeit Die Abgrenzung der Zuständigkeit der Großen Senate der oberen Bundesgerichte von der Zuständigkeit des Bundesverfassungsgerichts nach Art. 100 Abs. 1 Satz 1 GG, insbesondere bei verfassungskonformer Auslegung zum Dr. iur. promoviert. Nach Ablegen des zweiten Staatsexamens 1967 und einer Tätigkeit als Wissenschaftlicher Assistent am Lehrstuhl für Öffentliches Recht von Georg-Christoph von Unruh an der Universität Kiel von 1968 bis 1974 erfolgte dort im Februar 1974 seine Habilitation mit der Schrift Regierung als Rechtsbegriff und einer Probevorlesung über das Thema „Die Ausgestaltung kommunaler Nutzungsverhältnisse bei Anschluss- und Benutzungszwang“; ihm wurde die Venia legendi für Öffentliches Recht verliehen.
Nach Lehrstuhlvertretungen an den Universitäten Heidelberg und Kiel erhielt Frotscher 1976 einen Ruf als ordentlicher Universitätsprofessor an die Universität Hohenheim (Fachbereich Wirtschafts- und Sozialwissenschaften) in Stuttgart; dort war er zudem von 1979 bis 1983 geschäftsführender Direktor des Instituts für Rechtswissenschaft. Von 1983 bis zu seiner Emeritierung im September 2005 war er Ordinarius für Öffentliches Recht an der Universität Marburg. Er war zudem als Lehrbeauftragter der Universität Tübingen tätig. Von 1997 bis 1999 war er Dekan und Prodekan des Fachbereichs Rechtswissenschaften der Philipps-Universität Marburg. Zudem war er Gastprofessor an der University of Kent in Canterbury (1989), an der Universität Jena (1991–1992) und an der Universität Poitiers (1995).
Daneben war Frotscher von 1987 bis 1994 Richter am Hessischen Verwaltungsgerichtshof.
Werner Frotscher engagierte sich in der Historischen Kommission für Hessen und dem Rechtsausschuss der Evangelischen Kirche von Kurhessen-Waldeck. Er war Mitglied der Vereinigung für Verfassungsgeschichte.

## Wirken
Frotschers wissenschaftliche Schwerpunkte waren staatsrechtliche Grundfragen, Verfassungs- und Verwaltungsgeschichte, Öffentliches Wirtschaftsrecht sowie Kommunalrecht.
Frotscher hat zahlreiche Veröffentlichungen publiziert. Studierenden ist er vor allem durch sein Fallbuch zum Wirtschaftsverfassungs- und Wirtschaftsverwaltungsrecht sowie das gemeinsam mit Bodo Pieroth erstellte Kurzlehrbuch Verfassungsgeschichte bekannt.
Zu Frotschers Schülern zählen Urs Kramer, Sabine Leppek und Uwe Volkmann.

## Werk (Auswahl)
- mit Bodo Pieroth: Verfassungsgeschichte. Beck, München 1997, ISBN 3-406-41911-9 (19., überarbeitete Auflage. ebenda 2019, ISBN 978-3-406-77356-3).
- (ab der 4. Auflage mit Urs Kramer, ab der 7. Auflage von diesem allein fortgeführt): Wirtschaftsverfassungs- und Wirtschaftsverwaltungsrecht. Eine systematische Einführung anhand von Grundfällen (= Schriftenreihe der Juristischen Schulung. Bd. 103). Beck, München 1988, ISBN 3-406-33226-9 (7., überarbeitete und ergänzte Auflage. ebenda 2019, ISBN 978-3-406-71123-7).
- „Big Brother“ und das deutsche Rundfunkrecht. Eine verfassungsrechtliche Untersuchung zu der Frage, ob das Format „Big Brother“ gegen die in § 41 Abs. 1 des Rundfunkstaatsvertrages (RStV), § 13 Abs. 1 des Hessischen Privatrundfunkgesetzes (HPRG) niedergelegten Programmgrundsätze verstößt (= Schriftenreihe der LPR Hessen. Bd. 12). KoPäd-Verlag, München 2000, ISBN 3-934079-32-6.
- Das Berufsbeamtentum im demokratischen Staat (= Schriftenreihe der Akademie Sankelmark, Neue Folge 28). Sankelmark 1975.
- Regierung als Rechtsbegriff. Verfassungsrechtliche und staatstheoretische Grundlagen unter Berücksichtigung der englischen und französischen Verfassungsentwicklung. Duncker & Humblot, Berlin 1975 (zugleich: Habilitationsschrift, Universität Kiel, 1974).
- Die Abgrenzung der Zuständigkeit der Großen Senate der oberen Bundesgerichte von der Zuständigkeit des Bundesverfassungsgerichts nach Art. 100 Abs. 1 Satz 1 GG, insbesondere bei verfassungskonformer Auslegung. jur. Diss., Kiel 1964.

Aufsätze
- Ringen um den Verfassungsstaat. Verfassungsänderungen in der Zeit des Deutschen Bundes. In: Helmut Neuhaus (Hrsg.): Verfassungsänderungen (= Der Staat. Beiheft 20). Duncker & Humblot, Berlin 2012, ISBN 978-3-428-13687-2, S. 89–116.
- Das Bundesratsprinzip – „gute, deutsche“ Verfassungstradition? In: Peter Baumeister, Wolfgang Roth, Josef Ruthig (Hrsg.): Staat, Verwaltung und Rechtsschutz. Festschrift für Wolf-Rüdiger Schenke 70. Geburtstag (= Schriften zum öffentlichen Recht. Bd. 1196). Duncker & Humblot, Berlin 2011, ISBN 978-3-428-13468-7, S. 167–183.
- Die kurhessische Verfassung von 1831 im konstitutionellen System des Deutschen Bundes. In: Zeitschrift für Neuere Rechtsgeschichte. Bd. 30, 2008, S. 45–64.
- Gewerberecht. In: Reiner Schmidt (Hrsg.): Öffentliches Wirtschaftsrecht. Besonderer Teil. Band 1. Springer, Berlin u. a. 1995, ISBN 3-540-58630-X, S. 1–110.
- Direkte Demokratie in der Weimarer Verfassung. In: Deutsches Verwaltungsblatt. 1989, S. 541–549.
- Die parteienstaatliche Demokratie – Krisenzeichen und Zukunftsperspektiven. In: Deutsches Verwaltungsblatt 1985, S. 917–927.